# Alex Gaskarth
Alexander William Gaskarth, né le 14 décembre 1987 à Essex en Angleterre est le chanteur et guitariste du groupe pop punk All Time Low.

## Biographie

### All Time Low
Il est le dernier des enfants de Peter et Isobel Gaskarth. Lorsqu'il a 7 ans, il déménage dans le Maryland aux États-Unis pour le travail de son père. Au lycée, il rencontre alors Jack Barakat et Rian Dawson qui lui demandent de se joindre à leur groupe, reprenant à l'époque du Blink 182.
 Alex quitte alors son ancien groupe Fire In The Hole pour devenir chanteur et guitariste dans le groupe appelé à l'époque NeveReck (ancien nom d'All Time Low). 

Quelque temps plus tard, Zack Merrick se joint au groupe en tant que bassiste. Alex devient rapidement le compositeur et chanteur principal d'All Time Low, qui se fait vite remarquer par les professionnels de la musique en signant en 2004 chez Emerald Moon Records. All Time Low a fait évoluer son style et ses sonorités tout au long des différents albums du groupe, The Three Words to Remember in Dealing with the End (2004) ; The Party Scene (2005) ; Put Up Or Shut Up (2006) ; So Wrong It's Right (2007) ; Nothing Personal (2009) ; Straight To DVD (2010) ; Dirty Work (2011) ; Don't Panic (2012) ; Future Hearts (2015) ; Last Young Renegade (2017) ; Wake Up, Sunshine (2020).
La chanson Lullabies est une chanson très personnelle, dédiée à la mort de son frère Tom.

### Simple Creatures
Le 24 janvier 2019, sort la chanson "Drug" du groupe Simple Creatures sur YouTube. Lui et Mark Hoppus ont ainsi créé un groupe et sortent le premier single officiellement le 25 janvier 2019. Le premier EP, Strange Love sort le 29 mars de la même année. Le duo réalise également un deuxième EP, Everything Opposite le 11 octobre 2019.

## Entourage
Alex est très proche des autres membres d'All Time Low: Jack Barakat, Zack Merrick, Rian Dawson , mais également de l'entourage du groupe: Matt Flyzik, Vinny Petrocelli, Evan Kirkendall, Jeff Maker, Danny Kurily, Matt Colussy et Alex Grieco. 
On peut tous les voir dans le clip de la chanson Weightless de l'album Nothing Personal. On peut également y apercevoir Pete Wentz du groupe Fall Out Boy et Mark Hoppus de Blink 182 ainsi que les chanteurs de divers groupes tels Cobra Starship, Paramore, Hey Monday, The Summer Set, Yellowcard, Fall Out Boy, Forever The Sickest Kids, You Me At Six ou Simple Plan.
Il écrit et produit également pour d'autres groupes tels que 5 Seconds of Summer, McBusted, ou Simple Plan. 
Il coanime un podcast, Full Frontal avec Jack Barakat depuis 2013. Toujours avec Jack Barakat, il présentera les éditions 2015 et 2016 Alternative Press Music Awards.

## Featuring
| Titre                 | Artiste                                   | Année | Album                                |
| --------------------- | ----------------------------------------- | ----- | ------------------------------------ |
| Disconnect            | The Dangerous Summer                      | 2007  | If You Could Only Keep Me Alive (EP) |
| Don’t Wait            | Hit the Lights                            | 2008  | Skip School, Start Fights            |
| No One Can Touch Us   | Sing It Loud                              | 2008  | Come Around                          |
| Bitter Sweet Symphony | Ace Enders and a Million Different People | 2008  |                                      |
| Freaking Me Out       | Simple Plan                               | 2011  | Get Your Heart On!                   |
| Kiss Me Again         | We Are the in Crowd                       | 2012  | Best Intentions                      |
| Telescope             | Yellowcard                                | 2012  | Southern Air                         |
| When I Found You      | Amber Pacific                             | 2014  | The Turn                             |
| Long Way Home         | 5 Seconds of Summer                       | 2014  | 5 Seconds of Summer                  |
| Jaded                 | One Ok Rock                               | 2017  | Ambitions                            |
| Time To Fall In Love  | Lindsey Stirling                          | 2017  | Warmer in the Winter                 |
| Up in Flames          | Kayzo                                     | 2019  | Unleashed                            |

## Vie privée
Alex Gaskarth est en couple avec la mannequin Lisa Ruocco depuis des années. Le 18 février 2015, il annonce sur Twitter qu'il s'est fiancé à cette dernière, et leur mariage s'est déroulé le 9 avril 2016 à Baltimore.